# Mrtve duše
Mrtve duše (ruski: «Мёртвые души»), roman Nikolaja Vasiljeviča Gogolja, napisan 1842. godine, značajno utjecao na pisce 20. stoljeća. 
Roman „Mrtve duše“ u kojem njegov realizam dolazi do izražaja, prvotno zamišljen kao poema u 3 dijela, po uzoru na Danteovu Božanstvenu komediju podijeljen u tri dijela: pakao, čistilište i raj, ali napisao samo jednu, objavljenu 1842.,  i 5 ulomaka drugoga dijela. Kada je 1852., Gogolj pao u depresiju, zapalio je sva svoja neobjavljena djela, između ostalih i drugi dio Mrtvih duša. 
Glavni junak Pavel Ivanovič Čičikov dolazi na ideju da bi od vlastele mogao kupovati popis umrlih seljaka, na koji su ovi plaćali poreze i tako bi on kupovao mrtve duše, počinju se raspitivati za njega i sumnjati.
Može se gledati kao nedovršen roman, ali je najbolji prikaz ruske vlastele, pa ga kritika smatra dovršenim.